# Tritokwalina
Tritokwalina (łac. tritoqualinum) – wielofunkcyjny organiczny związek chemiczny, pochodna etylenodiaminy, lek przeciwhistaminowy, stosowany jako lek zmniejszający objawy alergicznego nieżytu nosa oraz pokrzywki.

## Mechanizm działania biologicznego
Jest inhibitorem dekarboksylazy histydynowej, spowalniając przez to przemianę endogennej histydyny w histaminę. Nie ma wpływu na receptory histaminowe H1.

## Zastosowanie medyczne
- alergiczny nieżyt nosa[2]
- pokrzywka[2]
- zapobieganie powikłaniom odczulania[1]

Tritokwalina nie jest zarejestrowana w Polsce (2020).

## Działania niepożądane
Tritokwalina w dawkach terapeutycznych nie wykazuje skutków ubocznych, uspokajających ani atropinowych.